# Edward Lloyd (Gastronom)
Edward Lloyd (* vermutlich um 1648; † 1713) war der Besitzer des „Lloyd’s Coffee House“ in der City of London. Lloyds Name lässt eine walisische Herkunft vermuten. Sein Kaffeehaus gilt als Gründungsstätte des „Lloyd’s of London“.

## Eröffnung
Lloyd eröffnete sein Lokal zunächst 1688 in der Tower Street. Es wurde mit der Zeit zu einem festen Treffpunkt von Seeleuten, Kaufleuten und Schiffseignern, weil Lloyd sie mit Neuigkeiten aus der Schifffahrtsbranche versorgte. Zudem besprachen die Gäste offensichtlich vor allem Versicherungsgeschäfte miteinander.

## Wachstum
Der Platz gewann an Reputation und damit an Zulauf. Lloyd zog daher schon drei Jahre später in größere und zentraler gelegene Räumlichkeiten in der Lombard Street um. Er begann damit, ein Korrespondentennetzwerk aufzubauen. Die daraus gewonnenen Informationen veröffentlichte er in den dreimal wöchentlich erschienenen „Lloyd’s News“. Später wurde das Informationsblättchen in „Lloyd’s List“ umbenannt.

## Fortbestand
Das Kaffeehaus wurde nach Edward Lloyds Tod von seinem Schwiegersohn weitergeführt. Im Jahr 1760 wurde erstmals das „Lloyd’s Register of Shipping“ herausgegeben. Neun Jahre später eröffneten einige Stammgäste das „New Lloyd’s Coffee House“ in der Pope’s Head Alley. Sie gründeten 1771 eine Versicherungsgesellschaft und gingen damit 1774 als „The Society of Lloyds“ an die Börse, auch bekannt als „Lloyd’s of London“.
Auch die Bezeichnungen „Germanischer Lloyd“ und „Norddeutscher Lloyd“ (später „Hapag-Lloyd“) gehen mittelbar auf das Kaffeehaus zurück. „Lloyds Bank“ dagegen ist anderen Ursprungs.